# 諾福克南方鐵路

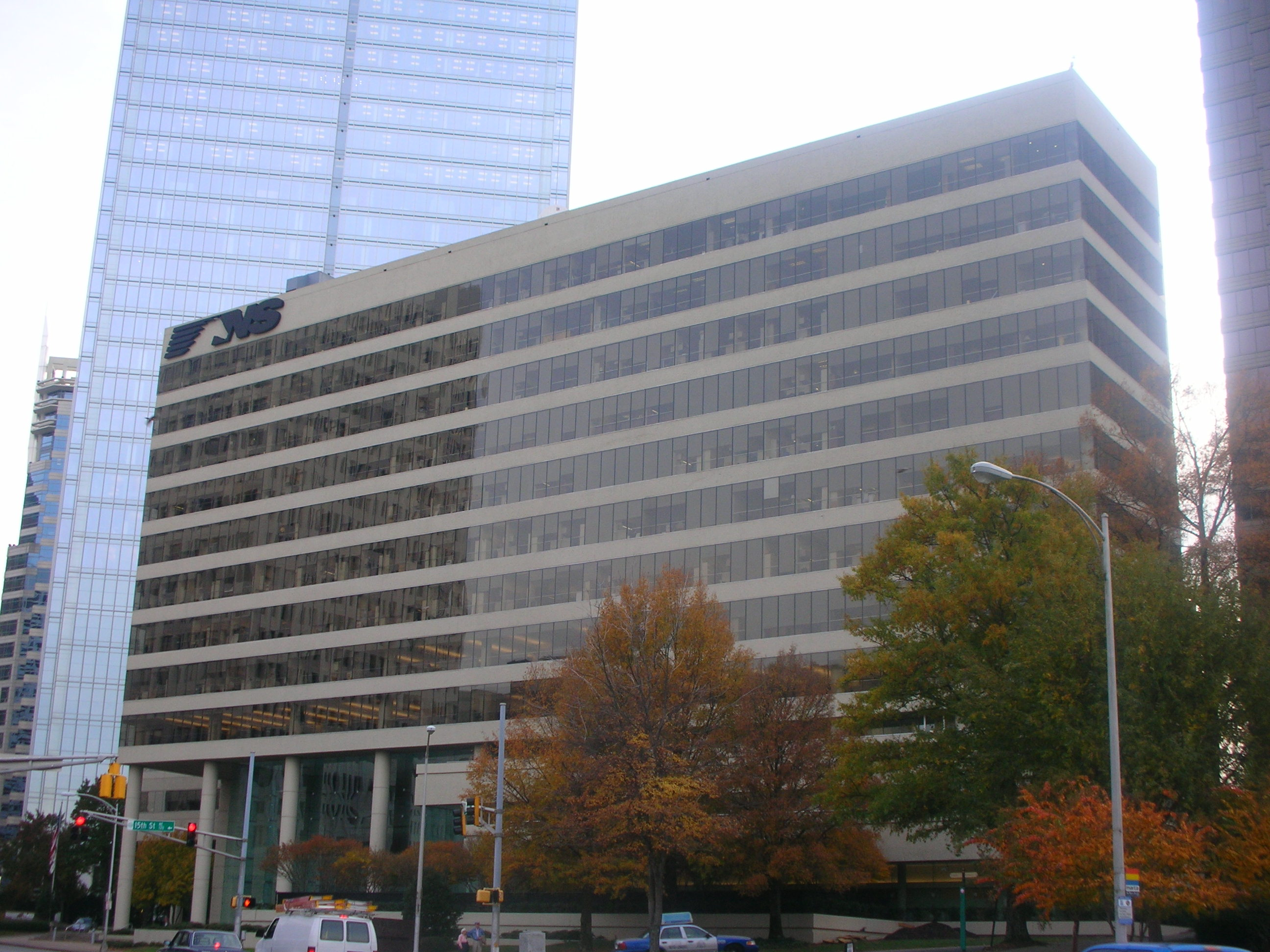
喬治亞州亞特蘭大諾福克南方鐵路大廈

諾福克南方鐵路（英語：Southern Railway (U.S.)）是美國的I級鐵路。原總部位於維吉尼亞州諾福克，2018年12月總部遷至喬治亞州首府亞特蘭大。在東部22個州、哥倫比亞特區營運21,500英里路線，在多倫多至水牛城以及奧爾巴尼至蒙特利爾也擁有加拿大的列車行駛權。諾福克南方鐵路維護26,300英里的軌道，其餘則營運在其他公司的路線上。鐵路上最常見的運載物是煤炭，由印第安納州、肯塔基州、賓夕法尼亞州、田納西州、維吉尼亞州和西維吉尼亞州等地挖掘出來。此公司也在北美洲東部提供最大的跨種類網絡。

## 书目
- Borkowski, Richard. . MBI Railroad Color History 1st. Voyageur Press. 2008. ISBN 978-0-7603-3249-8.
- Wrinn, Jim.  1st. TLC Publishing. 2000. ISBN 1-883089-56-5.